# Булавін Лідія Іллівна
Лідія Іллівна Булавін, до шлюбу Статива (4 березня 1959, Мала Петриківка, Петриківський район, Дніпропетровська область) — українська художниця, майстриня петриківського розпису. Членкиня Національної спілки художників України (1989), працівниця Центру народного мистецтва «Петриківка».
Сестра відомих майстринь петриківського розпису Валентини Деки, Марії Яненко і Наталії Стативи-Жарко.